# 성동은행나무
성동은행나무(城東銀杏나무)는 대한민국 충청남도 논산시 성동면에 있는 은행나무이다. 2000년 1월 11일 충청남도의 기념물 제152호로 지정되었다.